# Emmanuel André
Pour les articles homonymes, voir André (patronyme).
Emmanuel André est un médecin microbiologiste et chercheur belge responsable du laboratoire de diagnostic au pôle des maladies infectieuses de l’hôpital universitaire UZ Leuven. Il enseigne la microbiologie clinique à la KU Leuven. 
Il consacre une partie importante de ses recherches à la lutte contre des épidémies complexes, telles que la tuberculose et la COVID-19.
En tant que responsable du laboratoire de référence national des pathogènes respiratoires, il a été nommé porte-parole interfédéral de la lutte contre le covid-19 par le gouvernement belge pour ensuite démissionner et devenir membre du groupe d'experts conseillant la première ministre pour la stratégie de sortie du confinement. Il a également coordonné la mise en place d'une stratégie de "testing and tracing" avant de démissionner et de laisser cette fonction de coordination aux administrations publiques.